# Moțăței
Moțăței est une commune roumaine située dans le județ de Dolj.